# The★tambourines
the★tambourines（ザ★タンバリンズ）は、GIZA studio、Ading所属のバンド。
2001年に「easy game」でデビュー。2009年に活動休止。公式サイトも削除されている。

## メンバー
- 松永安未（まつなが あみ）：ヴォーカル・全曲の作詞を担当。カップリング曲やアルバム曲などでは作曲も手掛ける。ソロでは「GIZA studio R&B PARTY」や「HOTROD BEACH PARTY」などにも参加。MUSIC 272にて放送中の「AMMY ROAD」ではパーソナリティとしても活動している。10月1日生まれ。大阪府堺市堺区出身。B型。活動休止後は歌手を引退し、一時大阪市で女性専用エステティックサロンを開いていた。
- 麻井寛史（あさい ひろし）：ベースを担当。the★tambourinesの多くの楽曲で作曲・編曲を手掛けており、他にも倉木麻衣や小松未歩、三枝夕夏 IN dbの楽曲で編曲を担当したり、上木彩矢や岸本早未に楽曲提供もしている。また、愛内里菜のバックバンドとしても活動。ZARDの船上ライブ、B'zの稲葉浩志のソロツアーにも参加した。最近では、上木彩矢のワンマンライブにも参加した。1978年4月26日生まれ。岡山県出身,A型。
- 亀井俊和（かめい としかず）：ドラムを担当。the★tambourines結成前からスタジオ・ミュージシャンとして活動し、GARNET CROWの「二人のロケット」などに参加。さらに愛内里菜のバックバンドとしても活動しており、TV出演した時後ろでドラムを叩くこともある。12月24日生まれ。AB型。
- 岡田達也（おかだ たつや）：エンジニア。大学時代からバンドのデモテープ作りに携わり、その頃に音響や機材に興味を持ちはじめた。他アーティストのミックスを手掛けることもある。1月31日生まれ。B型。

## 作品

### シングル
|      | 発売日         | タイトル                           | 規格品番  | 最高順位 |
| ---- | -------------- | ---------------------------------- | --------- | -------- |
| 1st  | 2001年4月25日  | easy game                          | GZCA-1071 |          |
| 2nd  | 2001年7月18日  | hijack brandnew days               | GZCA-2002 |          |
| 3rd  | 2001年10月31日 | 真夜中気づいたfunny love           | GZCA-2016 |          |
| 4th  | 2002年3月20日  | stay young                         | GZCA-2030 |          |
| 5th  | 2002年7月14日  | wonder boy                         | GZCA-2045 | 99位     |
| 6th  | 2002年12月18日 | アツイナミダ                       | GZCA-7008 | 182位    |
| 7th  | 2003年3月5日   | afresh wish                        | GZCA-7013 | 139位    |
| 8th  | 2003年8月6日   | everything is nothing              | GZCA-7025 | 180位    |
| 9th  | 2004年9月8日   | never ever〜秋はちょっとさみしく〜 | GZCA-4017 | 100位    |
| 10th | 2005年8月31日  | don't stop music                   | GZCA-4030 | 177位    |

### アルバム
|     | 発売日         | タイトル                    | 規格品番  | 最高順位 |
| --- | -------------- | --------------------------- | --------- | -------- |
| 1st | 2002年4月17日  | my back pages               | GZCA-5014 | 86位     |
| 2nd | 2003年4月23日  | dizzy season                | GZCA-5029 | 115位    |
| 3rd | 2003年11月26日 | home again                  | GZCA-5041 | 175位    |
| 4th | 2005年11月2日  | sounds good〜日めくり写真〜 | GZCA-5074 | 285位    |

### ミニアルバム
|     | 発売日         | タイトル         | 規格品番  | 最高順位 |
| --- | -------------- | ---------------- | --------- | -------- |
| 1st | 2006年8月2日   | instant vacation | GZCA-5082 |          |
| 2nd | 2007年10月31日 | 6th story        | GZCA-5117 | 286位    |
| 3rd | 2008年9月24日  | SWITCH           | GZCA-5141 |          |

### ベストアルバム
|     | 発売日        | タイトル       | 規格品番  | 最高順位 |
| --- | ------------- | -------------- | --------- | -------- |
| 1st | 2009年6月17日 | my back tracks | GZCA-5191 | 267位    |

## タイアップ一覧
| 使用年 | 曲名                  | タイアップ                                                     |
| ------ | --------------------- | -------------------------------------------------------------- |
| 2002年 | stay young            | TBS系『王様のブランチ』エンディングテーマ                      |
| 2002年 | my back pages         | 読売テレビ『あさイチ!』テーマソング                            |
| 2002年 | wonder boy            | 読売テレビ・日本テレビ系『BAN!BOO!ぱいん!!』エンディングテーマ |
| 2003年 | afresh wish           | TBS系『さんまのSUPERからくりTV』エンディングテーマ             |
| 2003年 | everything is nothing | 読売テレビ系『プロの動脈。』エンディングテーマ                 |
| 2004年 | never ever            | 日本テレビ系『カミングダウト』エンディングテーマ               |
| 2005年 | don't stop music      | TBS系『あざーっす!』8・9月度エンディングテーマ                 |
| 2006年 | 雨アガリキラリ        | 岩手めんこいテレビ『BEATNIKS』8月度エンディングテーマ          |
| 2006年 | 雨アガリキラリ        | テレ玉『DREAM PROJECT AUDITION TV』8月度エンディングテーマ     |

## 出演番組

### ラジオ
- the★tambourinesのmorning moka（FM愛媛）